# ليور نركيس
ليور نركيس (بالعبرية ליאור נרקיס بالأحرف اللاتينية Lior Narkis) المولود في حولون، إسرائيل في 8 نوفمبر/تشرين الثاني 1976 من أب يهودي عراقي هو دافيد نركيس ومن أم يهودية صربية اسمها من أصول تونسية ويونانية هي هانا نركيس.
نركيس هو مغني إسرائيلي في موسيقى مزراحي اليهودية الشرقية ويعتبر واحدا من أبرع فناني هذا النوع من الموسيقى. يغني إجمالا بالعبرية، ولكن يتكلم أيضا الفرنسية الفرنسية، مع معرفة مبدئية للإنجليزية والعربية واليونانية والإسبانية.
عام 2003، مثّل إسرائيل في مسابقة يوروفيجن للأغاني بأغنية Words for Love أو بالعبرية "Millim Laahava".

## وصلات خارجية
- ليور نركيس على موقع IMDb (الإنجليزية)
- ليور نركيس على موقع ميوزك برينز (الإنجليزية)
- ليور نركيس على موقع ديسكوغز (الإنجليزية)

- الموقع الرسمي